# Konsumentmarknadsföring
Konsumentmarknadsföring kallas marknadsföring i butiksmiljö, med syftet är att få konsumenterna att köpa en produkt. Målet med konsumentmarknadsföringen är alltså att väcka köpbeslut i butiken, när konsumenten ser produkten. Den som konsumerar produkter och den som handlar kan vara olika personer. Mamman i familjen står ofta för 90 procent av familjens dagliga inköp, medan konsumtionen kan fördela sig jämnt mellan de fyra familjemedlemmarna.[källa behövs]
Ur detaljhandlarens perspektiv innebär konsumentmarknadsföringen att varuleverantörerna inriktar sina investeringar på marknadsföring i butiken i stället för i traditionella medier. En annan faktor för uppkomsten av konsumentmarknadsföringen har varit de allt mer utvecklade datasystemen, som gör det möjligt att bättre förstå konsumenterna och deras köpbeteende (till exempel information från butikskort). Varuleverantörernas investeringar i konsumentmarknadsföring ökar med 21 % per år . Procter & Gamble investerar, enligt egna bokslutsuppgifter, minst 500 miljoner dollar i konsumentmarknadsföring per år , till exempel. Följande undersökningsresultat är exempel på varför investeringar i traditionell marknadsföring har övergått till konsumentmarknadsföring :
- 70 % av alla varumärkesval sker i butiken
- 68 % av alla inköp är oplanerade [4]
- 5 % är lojala mot ett varumärke inom produktgruppen [5]

## Delområden
Utgångspunkten för konsumentmarknadsföring är alltid konsumenten, alltså den person som gör inköpen. Med konsumentmarknadsföring avses den marknadsföringsstimulans som möter konsumenten i butiken, och är baserad på en förståelse av konsumentens köpbeteende. Konsumentmarknadsföringen kan enligt traditionell marknadsföringspraxis indelas i fyra P: produkt (product), pris (price), tillgänglighet (place) och promotion (promotion).

- Produkt: storlek, form, färg, material, förpackning, förpackningens budskap och visuell identitet.
- Pris: prisnedsättning, mängdrabatt, prismärkning och kuponger.
- Tillgänglighet: butikskoncept, belysning, hyllgångar och placering av specialpresentationer i butiken.
- Promotion: förpackningspromotioner, butikspromotioner, promotionsbudskap, specialpresentationer i butiken, butiks-TV, golvdekaler samt reklam i kundvagnar och på varukorgar.

## Information om köpbeteende
Tre olika datainsamlingsmetoder används för att inhämta information om konsumentens köpbeteende: iakttagelser, intervjuer och kassasystem. Genom iakttagelser i butiken observeras hur konsumenterna beter sig i butiken när de köper en produkt, till exempel hur lång köpprocessen är, vilka produkter konsumenten la märke till, rörde vid, undersökte och köpte samt vilka köpvanor som påverkar processen. Med hjälp av intervjuer klarläggs vilka motiv som styr köpbeteendet, till exempel om produkten kan ersättas och hur substitutet känns igen samt värderingar och inställning, preferenser och motiverande faktorer och livsstil och livssituationer. Genom kassasystemet klarläggs vilka produkter som köpts vid vilket tillfälle. Med hjälp av butikskortet kan den enskilda konsumentens köpkvitton kartläggas. På så sätt fås exakta uppgifter om vad en viss konsument har handlat vid ett specifikt tillfälle. Den djupaste kunskapen om konsumentens köpbeteende fås när informationen sammanställs från ovan tidigare nämnda insamlingsmetoderna, vilket ger en övergripande bild av konsumenten (hur, varför, vad och när).

## Konsumentsegmentering
Vid en konsumentsegmentering delas marknaden in i väsentliga och mätbara grupper, d.v.s. i segment enligt informationen om köpbeteendet. Med hjälp av konsumentsegmentering är det lättare att tillgodose behoven i de enskilda segmenten. Prismedvetna och traditionella konsumenter avviker till exempel tydligt från varandra när det gäller köpbeteende. Med hjälp av segmentering kan marknadsföringsmetoderna inriktas på de mest lönsamma konsumenterna.